# Tumba del soldado desconocido

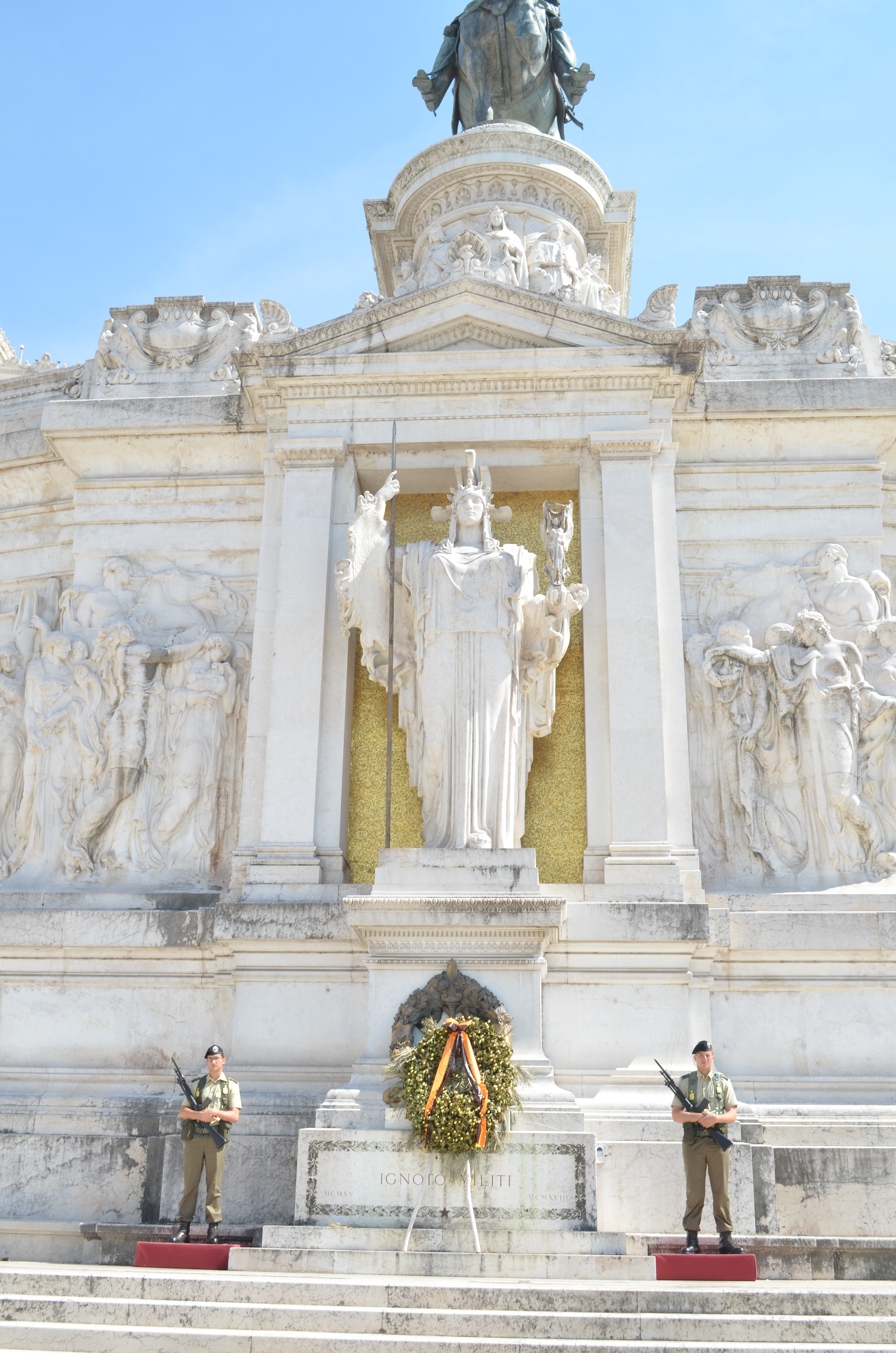
Tumba del soldado desconocido en Roma, Italia. Localizada en el Monumento a Víctor Manuel II, está custodiada por dos soldados del ejército italiano.

Tumba del soldado desconocido es el nombre que reciben los monumentos conmemorativos erigidos por las naciones para honrar a los militares que murieron en tiempo de guerra sin haber sido identificados. A veces es una tumba simbólica, o cenotafio, evocando, sin referir a sus identidades concretamente individualizadas, a todos los habitantes de un país que murieron en un determinado conflicto. Algunos contienen los restos de soldados fallecidos durante estos acontecimientos.

## Historia
El primer memorial conocido es el monumento al Landsoldaten ("Soldado de infantería") (1849), de la primera guerra de Schleswig, en Fredericia, Dinamarca. Otro antiguo memorial de esta clase es el memorial del muerto desconocido de la Guerra civil de los Estados Unidos, de 1866.
Para poder hablar sobre las tumbas y monumentos dedicados a los caídos durante distintos conflictos bélicos, antes deberíamos contextualizar y analizar las características de los propios cementerios del siglo XX. Armando Petrucci en Ile scriture ultime. Ideologia della norte e strate., Hace un recorrido por toda la epigrafía funeraria, ilustrándonos acerca de ella y haciendo que comprendamos el uso puramente político de estos lugares durante este período.
Tras la Primera Guerra Mundial, no hay ciudad o pueblo europeo que no tenga un monumento dedicado a los caídos. Todos los países que vencieron, elevaron altares a los caídos en combate. Aunque España no participó activamente en ninguna de las dos Guerras Mundiales, durante el franquismo adaptan este ejemplo para los caídos durante la Guerra Civil.
Una vez finalizada la I Guerra Mundial, los países que en ella participaron, comenzaron a habilitar espacios conmemorativos a los caídos en los conflictos, principalmente, los vencedores de la misma guerra. La tradición moderna de esta práctica la comenzó el Reino Unido cuando, terminada la Primera Guerra Mundial, fue el primer país en enterrar a un combatiente desconocido en nombre de todos los ejércitos del Imperio británico, en la Abadía de Westminster en 1920, lo cual llevó a otras naciones a seguir su ejemplo. Una de las tumbas más famosas es la que se encuentra en Francia, bajo el Arco del Triunfo de París, que fue instalada en 1921 para honrar a los muertos sin identificar de la Primera Guerra Mundial.
Estas tumbas se han construido también para conmemorar a estos caídos anónimos en posteriores guerras. Sin embargo, a pesar de que se han erigido monumentos a finales del siglo XX (como en Irak en 1982), es probable que no contengan caídos en el futuro, pues mediante análisis del ADN ya es posible identificar a las víctimas.
Esta tumba es especialmente conocida en Reino Unido por la tradición comenzada por Elizabeth Bowes-Lyon de dejar su ramo de novia como ofrenda. Su hija, la Reina Isabel II del Reino Unido también hizo este gesto el día de su boda con Felipe de Edimburgo. Diana de Gales hizo lo propio con el suyo tras su boda con Carlos de Gales, al igual que la Princesa de Guillermo Arturo Felipe Luis, Catalina de Cambridge, hizo lo mismo con su ramo tras su boda con el Príncipe Guillermo de Cambridge, al igual que lo hizo la duquesa de Sussex Meghan Markle tras su boda con el Príncipe Harry, duque de Sussex. La última en cumplir la tradición ha sido la princesa Eugenia del Reino Unido tras su matrimonio con Jack Brooksbank.
Tenemos que tener en cuenta que los soldados enterrados en estas circunstancias, son personas no identificadas que murieron por su país en alguna de las contiendas acaecidas.
Un caso curioso que nos cuenta Sarah Wagner en su obra, ocurre en Vietnam: "Durante 18 años, de 1984 a 1998, la cripta de Vietnam de la Tumba de los Soldados Desconocidos en el Cementerio Nacional de Arlington albergó los restos de un soldado cuyo anonimato ayudó a soportar el dolor de una nación y avivó su memoria. Eran los del primer teniente Michael J. Blassie, un piloto de la Fuerza Aérea derribado sobre territorio hostil en el sur de Vietnam en 1972. El 14 de mayo de 1998, los restos no reconocidos de Blassie se convirtieron en el único conjunto en el monumento en ser desenterrado e identificado: ese acto marcó un cambio importante en la práctica forense y los medios estatales para conmemorar a los miembros del ejército desaparecidos y desconocidos. Al rastrear la historia de la identificación de lo Desconocido de Vietnam, este artículo examina el replanteamiento gradual, pero fundamentalmente, de la conexión entre la memoria nacional y la identidad expresada a través del cuidado de aquellos que "hicieron el último sacrificio". Los cambios en la tecnología y la memoria que han reescrito la historia de lo Desconocido de Vietnam no solo alteraron los modos de conmemoración nacional, sino que también expusieron las conexiones entre cómo se combate la guerra. La muerte está justificada y una nación definida a través de su cuidado por los muertos de guerra."

## Aspectos epigráficos
Teniendo en cuenta que este fenómeno se extiende por todo el mundo, y no solo por Europa como comúnmente se piensa, observamos un gran abanico de tipología epigráfica en lo que a las inscripciones funerarias se refiere. Por ejemplo, en Alemania podemos constatar que la letra empleada de manera frecuente es la gótica; mientras que, en España, letra española o de "palo seco".

## Ejemplos nacionales
- Alemania:
  - la tumba del soldado desconocido es una antigua casa de guardia del siglo XIX, llamada Nueva Guardia (Neue Wache) en la calle "Bajo los Tilos" (Unter den Linden), Berlín.
- Argentina:
  - la tumba del soldado desconocido de la independencia, en la Catedral metropolitana de Buenos Aires, CABA.
  - la llama votiva al soldado desconocido, en el Monumento Nacional a la Bandera, en Rosario, Provincia de Santa Fe.
  - las tumbas de soldados no identificados, en el Cementerio militar argentino, Puerto Darwin, Islas Malvinas.
  - el cenotafio a los 34 salteños caídos durante la guerra de las Malvinas, además una placa rememora al soldado desconocido y a la totalidad de los caídos, Campo Quijano, Provincia de Salta.
- Australia:
  - la tumba del soldado desconocido del Memorial de Guerra Australiano, en Canberra.
  - el Santuario de la memoria (Shrine of Remembrance), Melbourne.[2]
- Austria:
  - la tumba del soldado desconocido en la plaza de los Héroes, en Viena.
- Bélgica:
  - la tumba del soldado desconocido en la base de la columnata del Palacio de la Nación en Bruselas.
- Bolivia:
  - el monumento al soldado desconocido en la plaza del Obelisco en La Paz.
- Brasil:
  - la tumba del soldado desconocido en la tribuna del Monumento a los muertos de la Segunda Guerra Mundial (Monumento aos Pracinhas), Río de Janeiro.
- Canadá:
  - la tumba del soldado desconocido en el Memorial nacional de guerra, plaza de la Confederación, Ottawa.
- Chile:
  - la tumba del soldado desconocido en la Plaza Baquedano, Santiago de Chile (contiene los restos de un soldado, muerto en 1881 durante la guerra del Pacífico).
  - el Monumento al soldado desconocido, en el Morro de Arica, lugar donde se libró una batalla, se halla otro excombatiente de la guerra del Pacífico encontrado en 1998.
  - la tumba del soldado desconocido en la Plaza de la Ciudadanía, con los restos de un soldado caído en el cerro Zig-Zag en Perú en 1881.[3]
- Colombia:
  - el "Monumento de los Caídos" ubicado dentro del Centro Administrativo Nacional (CAN), Bogotá.
  - el "monumento a los héroes ignotos", erigido en 1910 conmemorando el centenario de la Independencia, en el Parque de la Independencia, Bogotá.
- Dinamarca:
  - el monumento al "soldado de infantería" (Landsoldaten) en Fredericia, Jutlandia.
- Ecuador:
  - la tumba del soldado desconocido (contiene los restos de un soldado muerto en la batalla de Pichincha) y la "llama eterna" se encuentran en el monumento de la Cima de la Libertad, La Libertad, Quito.
- Egipto:
  - la tumba del soldado desconocido (que incluye la tumba del presidente Anwar Sadat), El Cairo.
- Eslovenia:
  - el monumento al soldado francés desconocido, en la "plaza de la revolución francesa", Liubliana.
- España:
  - el Monumento a los Caídos por España (antes de 1985 conocido como "obelisco a los héroes del dos de mayo", alberga los restos de combatientes anónimos del Dos de Mayo), Madrid.
  - el Fossar de les moreres (monumento en Barcelona que alberga los restos de los defensores en el Sitio de Barcelona en la guerra de sucesión)
- EE. UU.:
  - la tumba del soldado desconocido en el Cementerio Nacional de Arlington, Virginia.
  - la tumba del soldado desconocido en la Plaza Washington, Filadelfia, Pensilvania.
  - la tumba del soldado desconocido en Yauco, Puerto Rico. Contiene los restos de un soldado español encontrado muerto durante la invasión estadounidense a Puerto Rico el 25 de julio de 1898.
- Filipinas:
  - la tumba del soldado desconocido del "Cementerio de los Héroes" (Libingan ng mga Bayani), Manila.
- Finlandia:
  - la tumba del soldado desconocido en la sección militar del Cementerio de Hietaniemi (Hietaniemen hautausmaa), Helsinki.
- Francia:
  - la tumba del soldado desconocido bajo el Arco del Triunfo, París, donde arde una llama votiva, la primera de su tipo.
- Grecia:
  - el monumento del soldado desconocido (véase foto) en la Plaza Sintagma (Plaza de la constitución), Atenas.
- India:
  - la tumba del soldado desconocido está bajo la el arco memorial de la guerra de India, en Nueva Delhi
- Indonesia:
  - el campo de honor es un memorial a los soldados desconocidos, en Bandung. También hay una tumba al marinero (neerlandés) en el cementerio de guerra Kembang Kuning war, en Surabaya.
- Irak:
  - el monumento del soldado desconocido en Bagdad
- Israel:
  - Sala Memorial Nacional para los Caídos de Israel en Monte Herzl en Jerusalén
- Italia:
  - la tumba del soldado desconocido en el altar de la Patria (Vittoriano) en la Piazza Venezia, en la ciudad de Roma, donde también arde una llama eterna.
- Nueva Zelanda:
  - la tumba del soldado desconocido en el memorial nacional de guerra, de Wellington.
- Paraguay:
  - la tumba del soldado desconocido, Panteón Nacional de los Héroes, Asunción.
- Perú:
  - la Cripta del soldado desconocido contiene los restos de un soldado que murió en 1881 durante la guerra del Pacífico, está ubicada en la Plaza Bolívar, Lima.
  - el Monumento al soldado desconocido hace alusión a los soldados no identificados que dieron la vida en la Batalla de San Juan y Chorrillos.
- Polonia
  - la tumba del soldado desconocido está en la plaza del mariscal Józef Piłsudski, Varsovia.
- Portugal:
  - la tumba del soldado desconocido está ubicada en el Monasterio de Batalha, en la villa homónima de la subregión de Leiría.
- Reino Unido:
  - la tumba del soldado desconocido (grave of The Unknown Warrior) en la Abadía de Westminster, Londres.
- República Checa:
  - la tumba del soldado desconocido del memorial nacional en la colina Žižkov (Vítkov), Praga.
- República Dominicana:
  - la tumba del soldado desconocido debajo del arco de la Plaza de la Bandera, Santo Domingo.
- Rumanía:
  - la tumba del soldado desconocido (Mormântul Soldatului Necunoscut) en el Parque Carol I, Bucarest.
- Rusia:
  - la tumba del soldado desconocido (Могила Неизвестного Солдата) en el jardín Alexander, Moscú.
- Serbia:
  - el monumento al héroe desconocido, en el monte Avala, Belgrado.
- Turquía:
  - la tumba del soldado desconocido en el cementerio militar de Ari Burnu Galípoli (Gelibolu), Çanakkale.
- Ucrania:
  - la tumba del soldado desconocido, en el Parque Dnieper, Kiev.
- Uruguay:
  - el monumento El Entrevero de José Belloni en la Plaza Fabini, Montevideo.
  - el monumento a los servidores de la patria (también conocido como "al soldado desconocido", en el Monumento a Perpetuidad de la ciudad de Paysandú.
- Venezuela:
  - la tumba del soldado desconocido, en el Arco de Triunfo del Campo de Carabobo en Valencia, Estado Carabobo. Las cenizas se encuentran en este lugar desde el 18 de diciembre de 1930.

## Galería

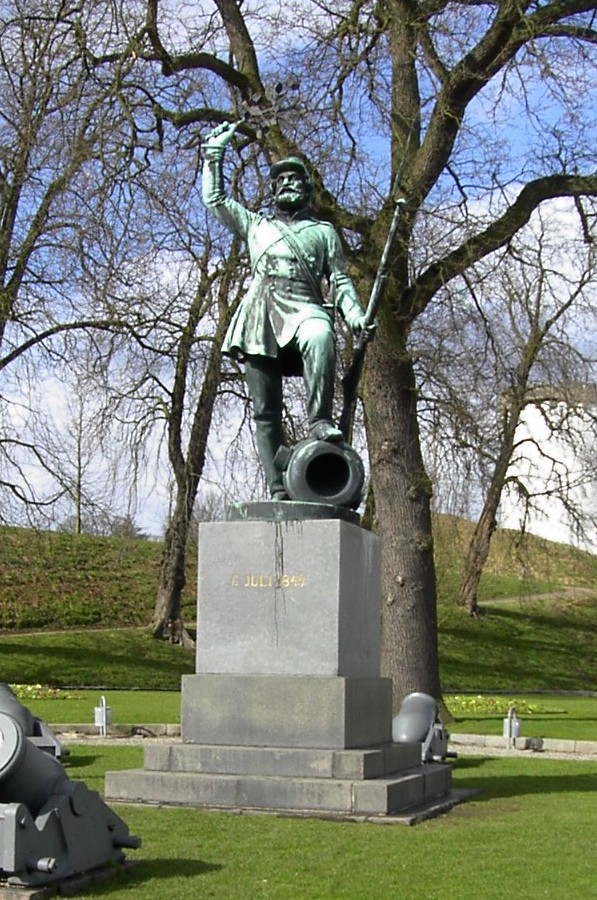
Monumento al Landsoldaten (Soldado de infantería) en Dinamarca.
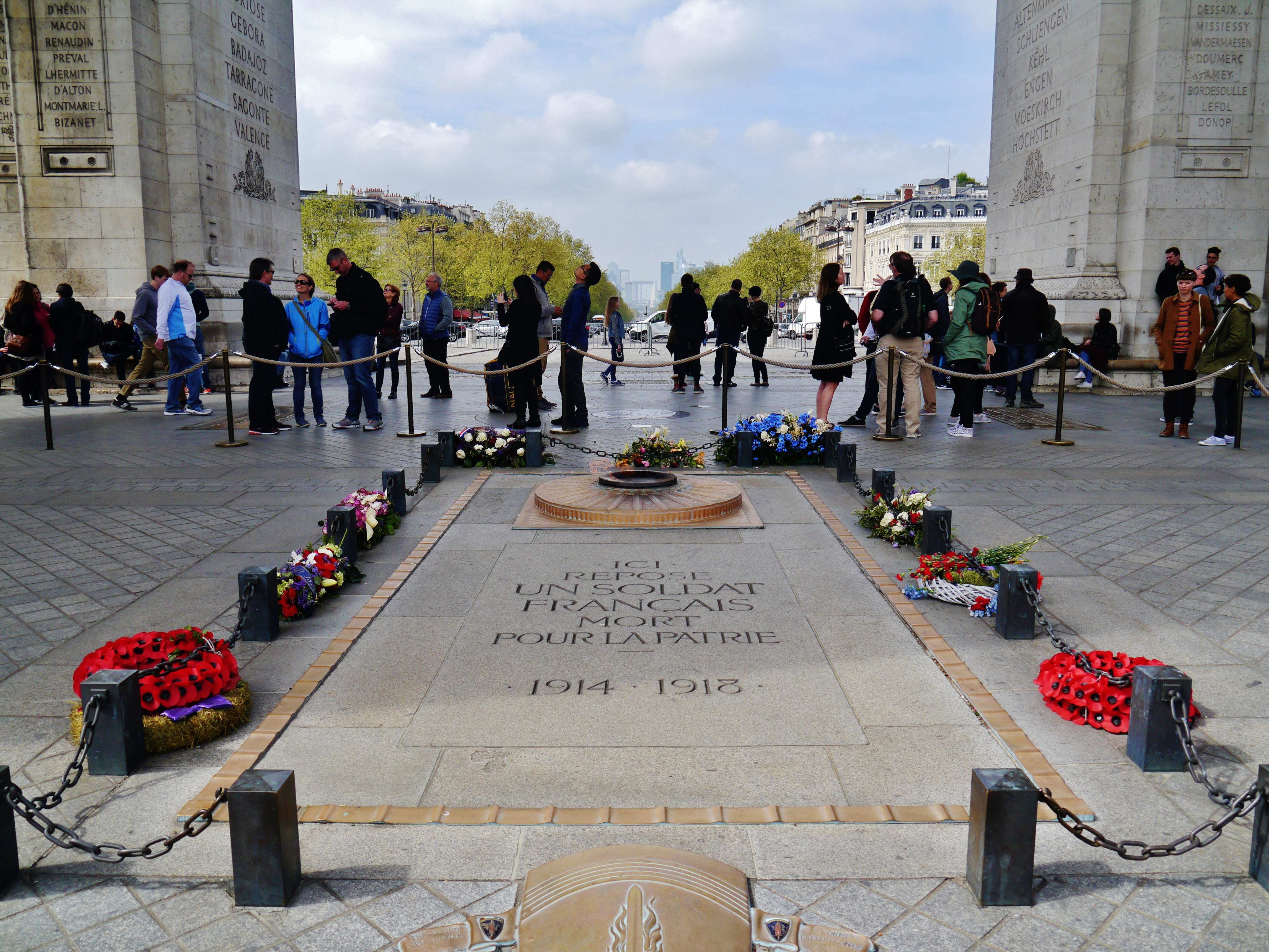
Tumba del soldado desconocido bajo el Arco del Triunfo, en París.
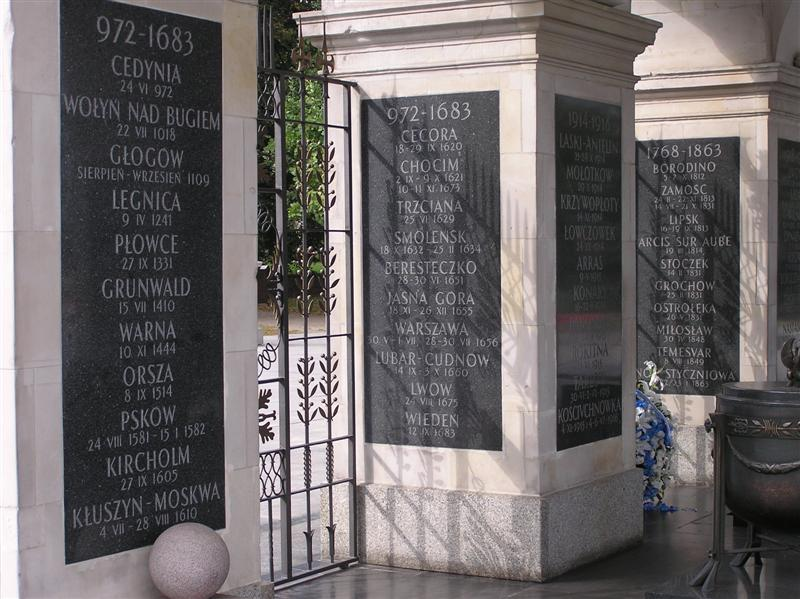
Parte de la Tumba del Soldado Desconocido en Varsovia.
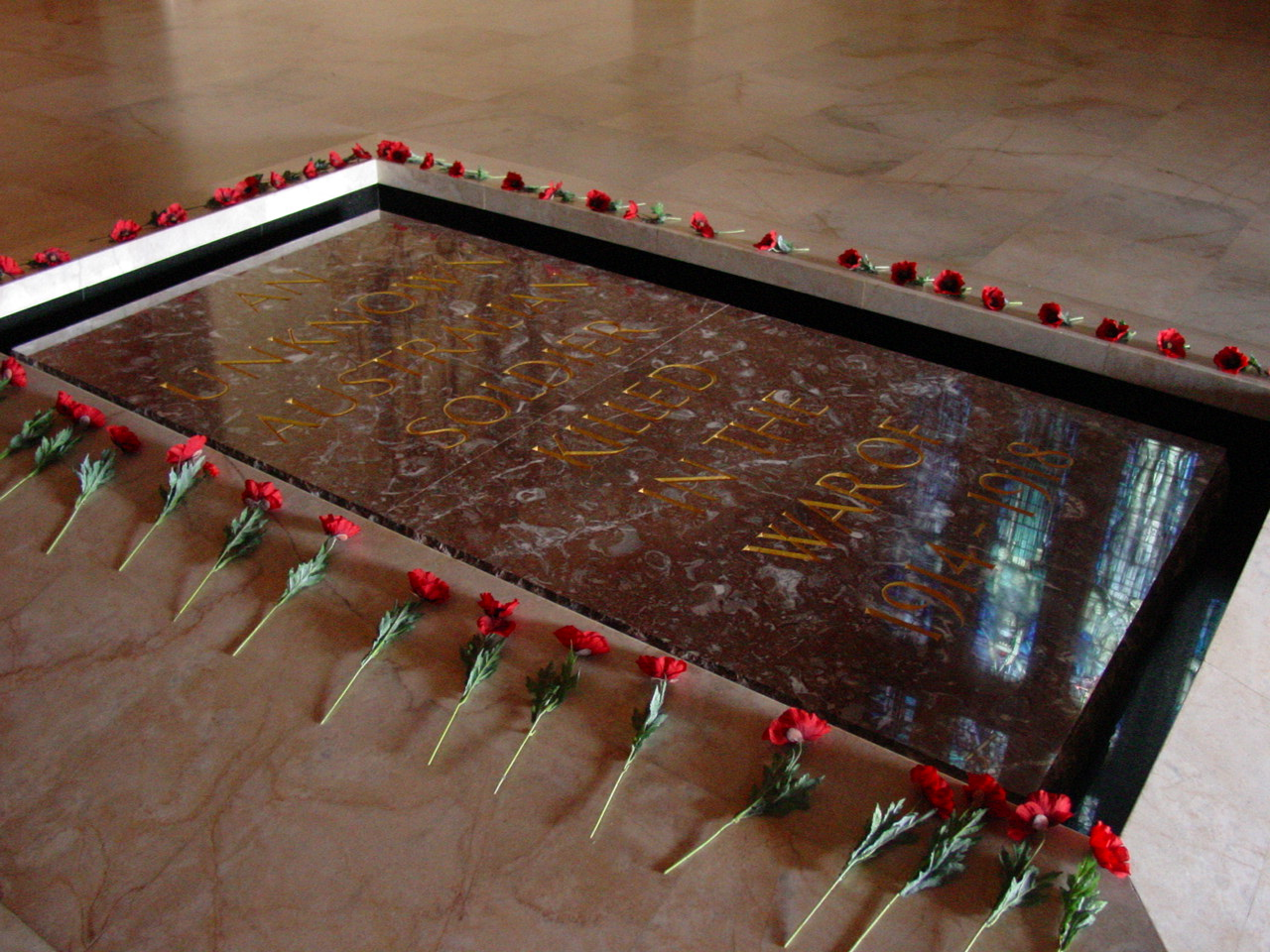
La Tumba del Soldado Desconocido en el Memorial de Guerra Australiano, Canberra.
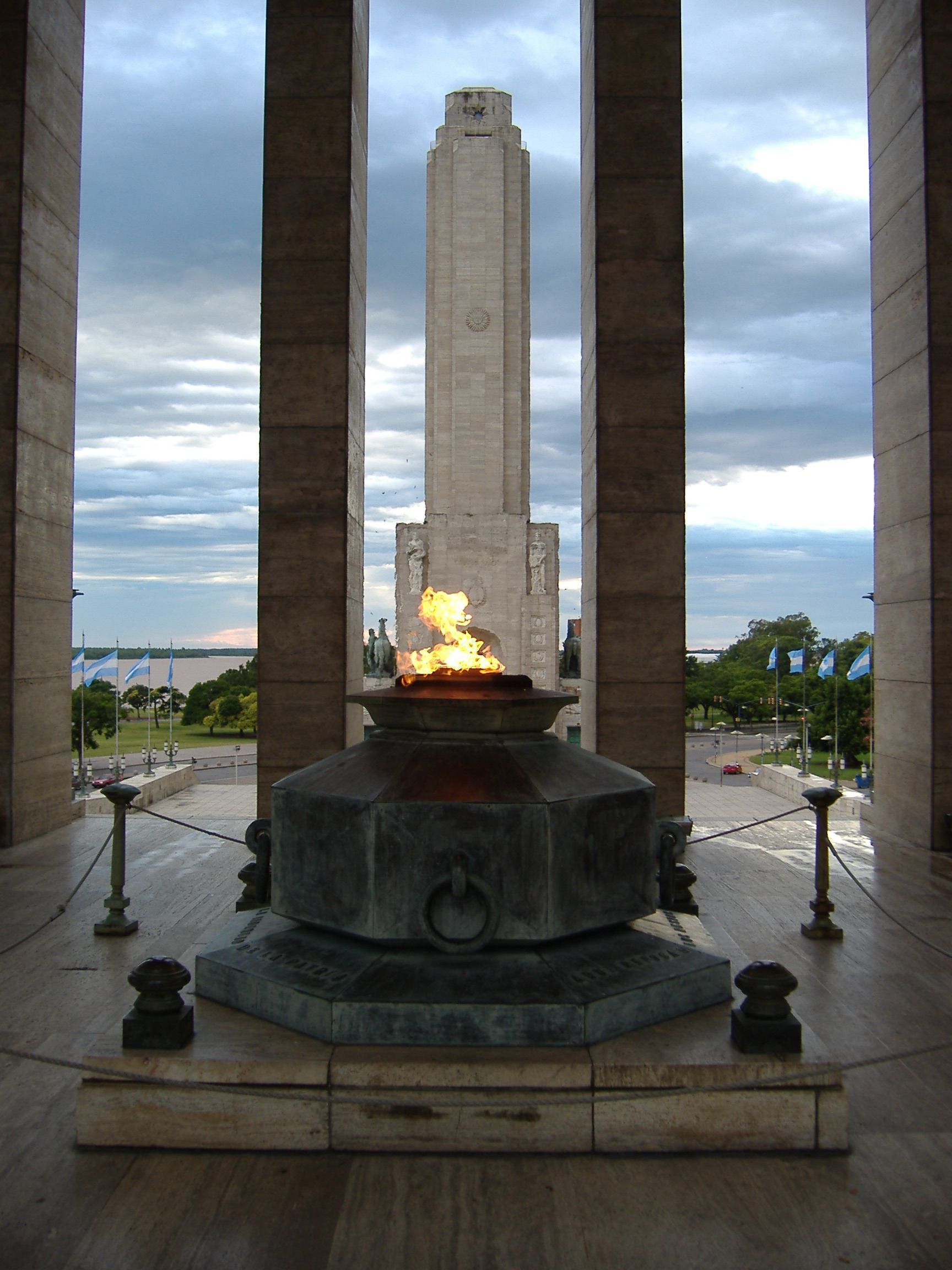
Urna cineraria con restos de combatientes argentinos, del Combate de San Lorenzo en Rosario.
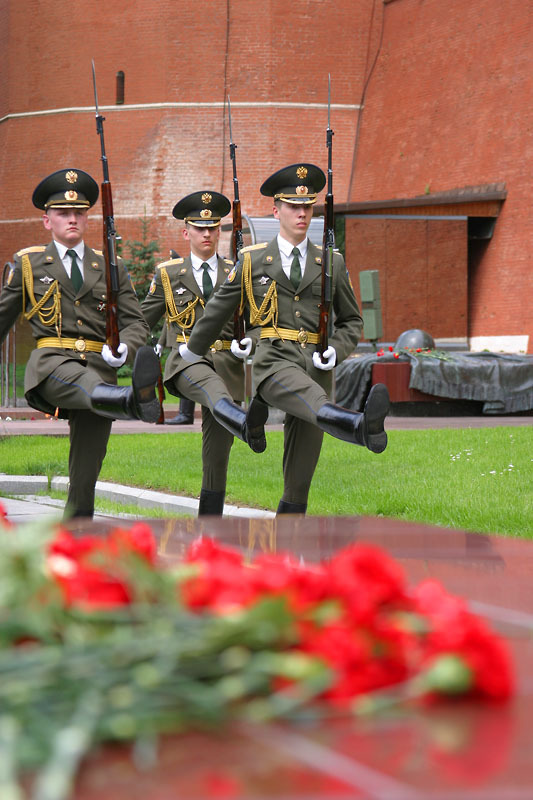
Cambio de guardia en la Tumba del soldado desconocido en el Jardín Alexander de Moscú.
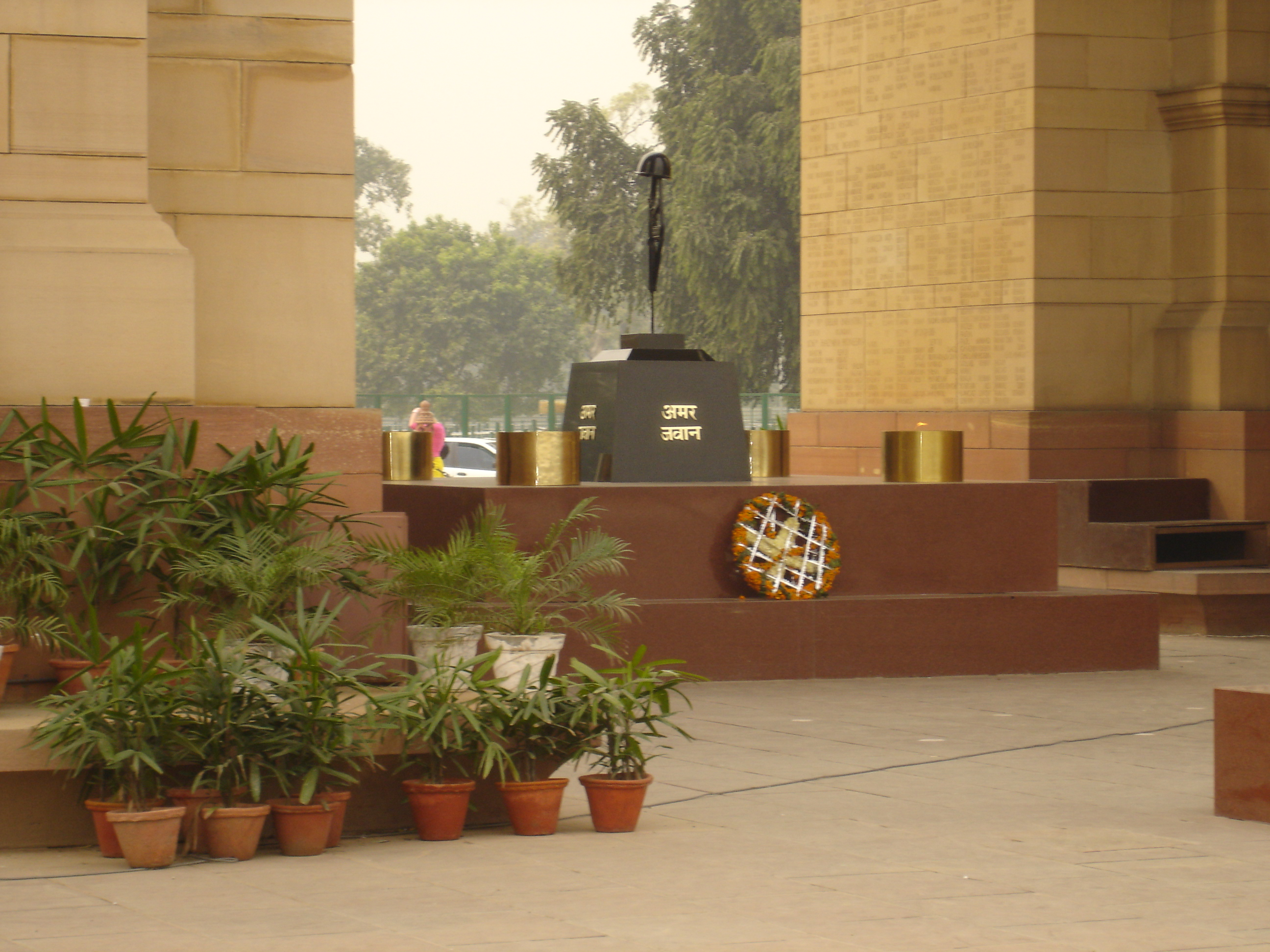
Puerta de la India, en Delhi. Una llama, conocida como Amar Jawan Jyoti ("la llama del soldado inmortal"), se mantiene encendida permanentemente.